# Loiyangalani
Loiyangalani è un villaggio del Kenya situato nella contea di Marsabit, nell'area settentrionale del Paese. Risulta popolato quasi esclusivamente dalla tribù dei Turkana, anche se negli ultimi anni hanno trovato insediamento anche Samburu, Rendille ed El Molo.
La popolazione presente è stimata attorno alle 5 000 unità, e la gran parte di essa si dedica alla pesca o alla pastorizia con capre e pecore. Sommando i villaggi vicini si stimano circa 12 000 abitanti.
La tribù dei Turkana che vive a Loyangalani vive grazie alla pesca della Tilapia e del pesce persico del Nilo ossia Nalpash. Una terza specie di pesce è presente, ottima carne ma ricca di ossa, il suo nome è Lakaal.
Il primo viene pescato con reti, mentre per il Persico vengono utilizzati gli ami. Nel mese di agosto del 2007, è stato pescato un Persico di 46 kg.
Nell'anno 2010 è stato pescato un pesce persico del nilo di 100 kg.
A Loyangalani, è presente una Missione cattolica della Consolata, con casa madre a Torino, che attualmente è composta da tre suore italiane, un padre missionario keniota ed un diacono ugandese. Nello Loiyangalani sono presenti due dispensari medici della zona, uno governativo ed un altro all'interno della missione cattolica, gestito dalla suora insieme a due infermieri locali.
All'interno della missione è presente una sorgente d'acqua calda, dove l'acqua sgorga ad una temperatura di 40 °C.
È l'unica acqua potabile dell'intera zona, di buona qualità, e attraverso tubature, l'acqua viene portata all'interno del villaggio.
Avendo l'acqua del Lago Turkana un pH 14, berla può provocare grossi problemi, e solo la tribù degli El Molo la beve, con gravi disfunzioni renali.
I periodi per visitare Loyangalani vanno da aprile a novembre, questo perché da dicembre a marzo, la temperatura può in certi casi raggiungere altissime temperature di media 50-58 gradi.